# Anabarhynchus aridum
Anabarhynchus aridum är en tvåvingeart som först beskrevs av Walker 1857.  Anabarhynchus aridum ingår i släktet Anabarhynchus och familjen stilettflugor. Inga underarter finns listade i Catalogue of Life.